# Fritz Betzelbacher
Fritz Betzelbacher (* 18. Oktober 1935 in Neu-Isenburg) ist ein ehemaliger deutscher Motocross-Rennfahrer, der 1957 die erste Motocross-Europameisterschaft in der 250-ccm-Klasse gewann, die jemals ausgetragen wurde. Während seiner Karriere nahm er auch an Enduro-Wettbewerben teil, so 1952 an der ISDT in Bad Aussee.
1964, einige Jahre nach dem Gewinn seiner Meisterschaft, wurde Betzelbacher von Montesa zusammen mit Otto Walz unter Vertrag genommen. Er war mehrere Jahre lang Mitglied des offiziellen Montesa-Teams und gewann wichtige Rennen wie die prestigeträchtige italienische Coppa Mille Dollari im Jahr 1966.
Ab 1961 und während der gesamten 1960er Jahre vermarktete Betzelbacher gemeinsam mit Otto Walz und Georg Hauger gebaute Motocross-Motorräder unter dem Markennamen Wabeha (ein Akronym aus den Anfangsbuchstaben der beiden Namen). Zunächst fuhren sie Maico- und später Montesa-Motoren, sehr stabile Motorräder, von denen sie mehrere hundert Stück verkauften. Im Laufe der Jahre wurden alle drei Importeure von Montesa in Deutschland.